# Saisonale Stunde
Saisonale Stunden sind Zeitabschnitte des Tages und der Nacht, deren Dauer von den Jahreszeiten abhängt. Sie wurden vorwiegend im Alten Ägypten verwendet. Ihre Zahl ist im Allgemeinen beliebig.
Je 12 gleich lange Zeitabschnitte pro lichten Tag bzw. pro Nacht heißen temporale Stunden.

## Altes Ägypten

### System der Dekanstunden
Im Alten Ägypten wurden für den ägyptischen Tag 14 saisonale und zehn äquale Stunden für die Zeit zwischen zwei Sonnenaufgängen verwendet. In der Nacht bestimmten die Aufgänge der Dekan-Sterne die jeweiligen Zeitintervalle, wobei die Zeit der totalen Dunkelheit mit den „inneren“ Stunden zwei bis elf in äquale Abschnitte unterteilt war. Die Nachtstunden eins und zwölf sowie die Tagesstunden eins bis zwölf variierten dagegen in ihrer Länge. Die Verwendung von Diagonalsternuhren ist auf Sargdeckeln der 11. Dynastie Ende des dritten Jahrtausends v. Chr. bezeugt.

### Stundenkalender des Ramses II.
Der Stundenkalender des Ramses II. nennt eine zugehörige Stundeneinteilung des Tages sowie der Nacht, die jeweils eine Bandbreite von sechs bis 18 Stunden umfasste. Der Kalender datiert aus dem neunten Regierungsjahr von Ramses II. (1271 bis 1270 v. Chr.). Den Stunden-Papyrus, der sich heute im Ägyptischen Museum in Kairo befindet, fanden Archäologen im Ramesseum in Theben-West.